# Лозовица (Могилёвская область)
Лозовица (бел. Лазовіца) — деревня в Родненском сельсовете Климовичского района Могилёвскойкой области Беларуси.

## География

### Расположение
В 4 км на юго-восток от Климович.

### Гидрография
На реке Ректа (приток реки Лобжанка).

## Население
- XVIII век: 1780 год — 23 дворов, 115 жителей; 1783-1784 годы — 33 дворов, 176 жителей.
- XIX век: 1861 год — 32 дворов, 236 жителей; 1885 год — 41 дворов, 238 жителей; 1897 год — 24 дворов, 148 жителей в местечке Лозовицы, 40 дворов, 264 жителей в селе Лозовицы.
- XX век: 1909 год — 24 двора, 202 жителей в местечке, 42 дворов, 269 жителей в селе; 1926 год — 91 дворов, 465 жителей; 1972 год — 67 дворов, 247 жителей[2]; 1986 год — 62 дворов, 167 жителей; 1998 год — 61 дворов, 141 жителей.
- XXI век: 2007 год — 54 дворов и 106 жителей; 2009 год — 85 жителей; 2020 год — 37 дворов, 67 жителей.

### Инфраструктура
Действует магазин.

### Застройка
Состоит из криволинейной улицы с переулками, ориентированной с юго-востока на северо-запад и застроенной двусторонне, плотно, преимущественно деревянными традиционными домами. В центре среди жилой застройки расположены каменные и деревянные общественные здания. На юге построены каменные одноэтажные одноквартирные и двухэтажные 4-квартирные дома. На северной окраине деревни — хозяйственный комплекс.

## Достопримечательности
- Свято-Покровская церковь (начало XX века) —  Историко-культурная ценность Беларуси, код 513Г000470.

### Утраченное
- Костёл Пресвятой Троицы (1752 год) — разобран в 1930-е годы.